# Peter Wirth (Fußballspieler)

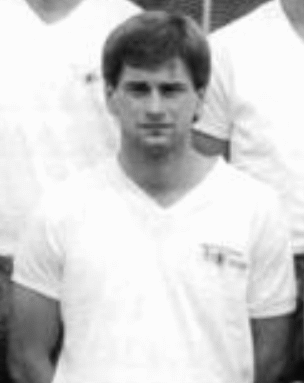
Wirth als Unionspieler 1983

Peter Wirth (* 16. September 1959) war Fußballspieler in der DDR-Oberliga, der höchsten Spielklasse des ostdeutschen Fußballverbandes. Dort spielte er für den 1. FC Union Berlin. Für die DDR-Junioren-Nationalmannschaft bestritt er 17 Länderspiele.

## Sportliche Laufbahn
Der Sohn des 28-fachen DDR-Fußballnationalspielers Günther Wirth begann seine Fußball-Laufbahn als Achtjähriger 1967 beim 1. FC Union Berlin, dem Nachfolgeklub von Motor Oberschöneweide, wo einst sein Vater aktiv war. Ab 1975 spielte Peter Wirth in der Juniorenmannschaft des 1. FC Union und wurde dort für die DDR-Junioren-Nationalmannschaft entdeckt. Am 24. Mai 1977 bestritt er sein erstes Junioren-Länderspiel. Beim 1:0-Sieg in Polen spielte er auf der Position des rechten Verteidigers. Bis zum April 1978 wurde Wirth in insgesamt 17 Länderspielen der Juniorenauswahl eingesetzt. Ab 1978 setzte ihn der 1. FC Union in seiner Nachwuchsoberliga-Mannschaft als Stürmer ein. Inzwischen hatte Wirth auch seine Lehre zum Kabelmechaniker beendet.
Obwohl Wirth auch für die Saison 1978/79 noch für die Nachwuchsoberliga nominiert worden war, kam er in dieser Spielzeit bereits zu acht Einsätzen in der DDR-Oberliga. Dort bestritt er am 26. August 1978 kurz vor seinem 19. Geburtstag sein erstes Spiel beim 0:0 im eigenen Stadion gegen Rot-Weiß Erfurt. Er wurde in der 71. Minute eingesetzt, wie auch in den meisten folgenden Oberligaspielen. Lediglich am 24. Spieltag stand er als rechter Stürmer in der Anfangself, spielte aber nur 67 Minuten lang. Sein erstes Tor für die Oberligamannschaft erzielte der 1,77 m große Wirth am 9. Juni 1979, als er am letzten Saisonspieltag in der Auswärtsbegegnung gegen Stahl Riesa in der 87. Minute den Siegtreffer zum 2:1 erzielte. Für die Saison 1979/80 wurde er erstmals für das DDR-Oberliga-Aufgebot gemeldet. Er bestritt jedoch nur die ersten fünf Punktspiele als Flügelstürmer, danach wurde er wieder in die Nachwuchsoberliga zurückversetzt. Die erste Mannschaft beendete die Saison als Absteiger. Dort verbrachte Union zwei Spielzeiten, in denen Wirth nur in der Saison 1981/82 mit der ersten Mannschaft elf der 22 Punktspiele und sieben Partien in der Aufstiegsrunde zur Oberliga absolvierte. Union belegte in der Aufstiegsrunde Platz zwei und erreichte damit die Rückkehr in die Erstklassigkeit.
Obwohl Trainer Harry Nippert Wirth für die Oberligasaison 1982/83 als Stürmer eingeplant hatte und ihn so auch anfangs einsetzte, erkämpfte sich Wirth im Laufe der Saison einen Stammplatz als Außenverteidiger und kam in dieser Spielzeit auf 20 Oberligaeinsätze. 1983/84 spezialisierte er sich in der Oberliga als linker Verteidiger und fehlte nur in zwei Punktspielen. Die Saison endete für Union erneut als Absteiger. Auch der neue Trainer Karl Schäffner plante mit Wirth als Verteidiger, setzte ihn jedoch nur in 14 der 34 DDR-Liga-Punktspiele ein. Union schaffte umgehend den Wiederaufstieg, doch Trainer Schäffner plante die neue Oberligasaison 1985/86 ohne Wirth, der für die drittklassige Bezirksligamannschaft Union II gemeldet wurde. Im November 1985 wurde Wirth für drei Jahre Soldat in der „Nationalen Volksarmee“ und kehrte nicht mehr zum 1. FC Union zurück. Für dessen erste Mannschaft hatte er zwischen 1978 und 1985 98 Pflichtspiele bestritten und dabei sieben Tore erzielt. In der Oberliga spielte er 59-mal und schoss zwei Tore.
Während seiner Armeezeit spielte Wirth mit der Armeesportgemeinschaft Vorwärts Dessau in der zweitklassigen DDR-Liga. Nach seiner Entlassung aus der Armee schloss er sich im November 1988 kurzfristig dem DDR-Ligisten Rotation Berlin an, wechselte aber schon zu Jahresbeginn 1989 zum drittklassigen Bezirksligisten Stahl Hennigsdorf, dem er sofort zum Aufstieg in die DDR-Liga verhalf. 1989/90 spielte Wirth noch eine Saison für die Hennigsdorfer in der DDR-Liga, danach beendete er fast 31-jährig seine Laufbahn als Leistungssportler. Als Freizeitfußballer war er anschließend bei den unterklassigen Berliner Vereinen Empor Berlin, Adlershofer BC und Eintracht Mahlsdorf aktiv.